# Lithobius asulcutus
Lithobius asulcutus är en mångfotingart som beskrevs av Chongzhou 1996. Lithobius asulcutus ingår i släktet Lithobius och familjen stenkrypare. Inga underarter finns listade i Catalogue of Life.